# Orientalisk ras

Bild på orientalisk ras.

Orientalisk ras, ibland även arabider, var enligt den gamla rasbiologin en gren inom den kaukasoida eller vita rasen, och även en gren av de semitiska folken. Den orientaliska rasen skulle varit allmänt förekommande i hela Arabvärlden.
Benämningen anses numer föråldrad och används ej då den kan uppfattas som rasistisk och bör ses som en ideologisk eller social konstruktion. De anatomiska skillnaderna mellan etniska grupper är små och otydliga, vilket gör att de inte kan betraktas som skilda raser. Modern forskning anser idag att det inte existerar några skarpa rasgränser mellan olika folkgrupper, då det alltid förekommer undantag inom grupperna.

## Karakteristika
Den orientaliska fenotypen ansågs karakteriseras av svart hår, mörka ögon och olivfärgad hud samt ha en smal och medellång kroppsbyggnad. Den skulle till viss del likna medelhavsrasen.
Bilden till höger är tagen ifrån ett äldre uppslagsverk. Det är en illustration över hur den orientaliska rasen kunde se ut enligt rasbiologin.

## Bilder

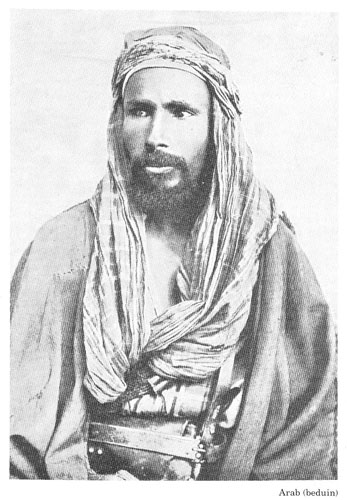
En beduin som ansågs tillhöra den orientaliska rasen.
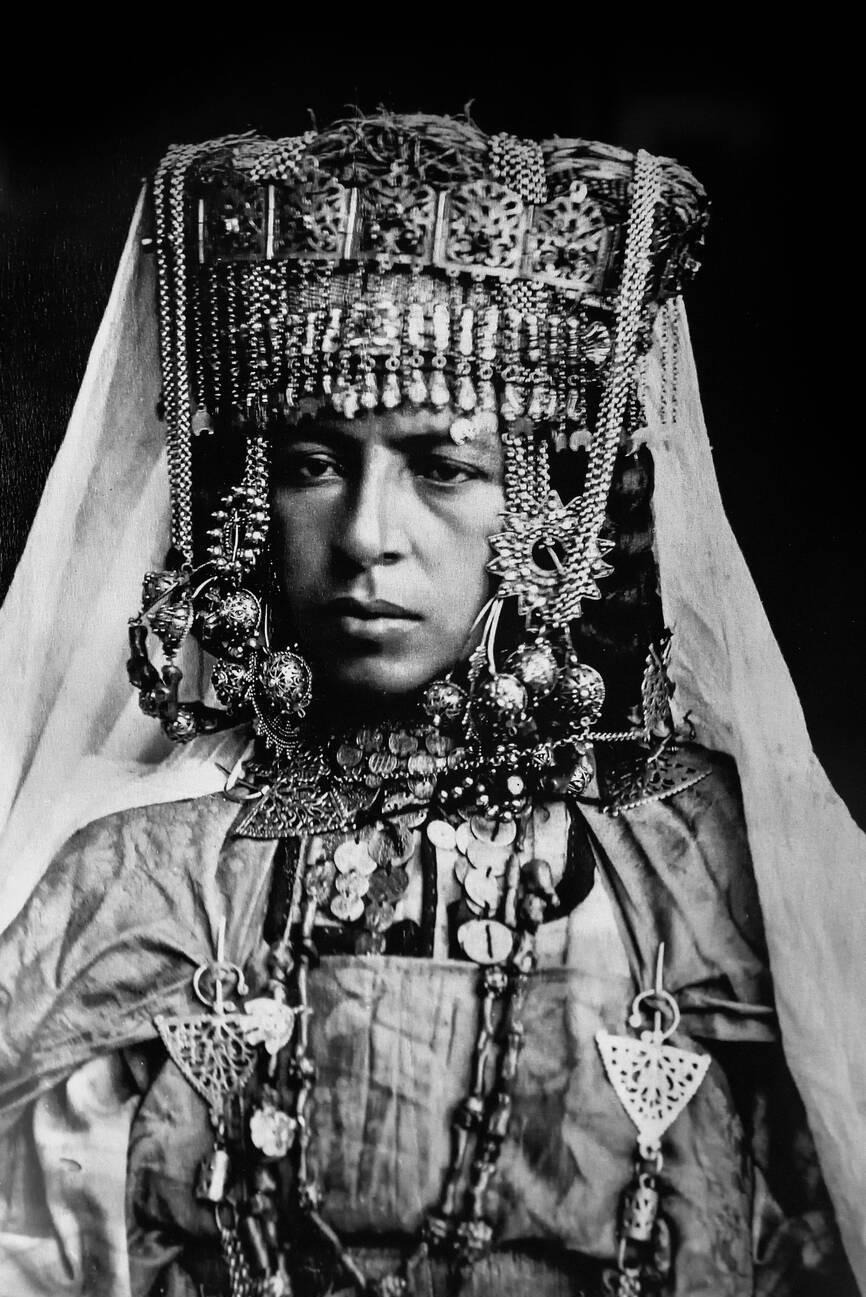
En kabyl som ansågs tillhöra den orientaliska rasen.